# Palazzo Economo

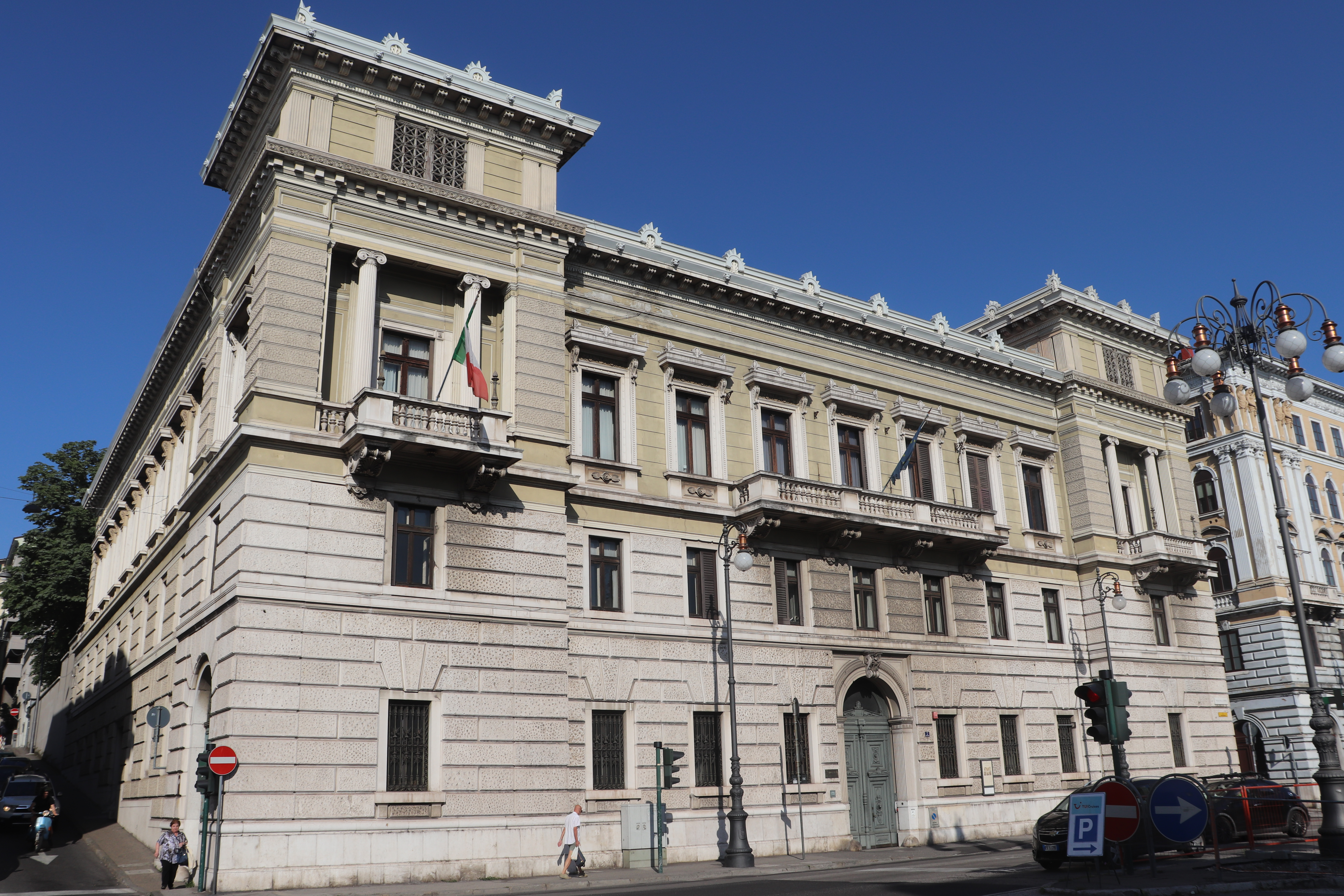
Palazzo Economo in Triest, Hauptfassade

Der Palazzo Economo ist ein Palast aus dem 19. Jahrhundert in Triest in der italienischen Region Friaul-Julisch Venetien. In dem Gebäude an der Piazza della Libertà 7 ist heute das regionale Kulturministerium untergebracht.

## Geschichte
Der Palazzo Economo wurde 1891 vom Architekten Giovanni Scalmanini im Auftrag eines Kaufmanns von griechischen Ursprung, Giovanni Economo (1834–1921) projektiert und realisiert. Dieser hatte nach seiner Erhebung zum Baron beschlossen, seiner gesellschaftlichen Stellung durch Errichtung einer seinem erreichten Prestige würdigen Wohnstatt Ausdruck zu verleihen. Die Familie Economo, die aus Thessaloniki stammte, zog 1872 nach Triest; Giovanni Andrea Economo und sein Bruder Demetrio Andrea Economo kauften das Grundstück, auf dem sich heute der Palast erhebt, 1884 von Enrico Reiter. Giovanni Scalmanini (1830–1905), ein Architekt, der an der Accademia di belle arti di Venezia studiert hatte, stellte in den Jahren 1884, 1885 und 1887 drei Projekte für das Gebäude vor. Den Projekten lag die Idee eines sehr imposanten Palastes, ähnlich dem benachbarten Palazzo Kallister zugrunde. In der Folge wurde der Bauingenieur Carlo Vallon mit der Ausführung des Baus, der 1887 begann, betraut.
In den 1910er-Jahren wurde beschlossen, die Büros im Palast in Wohnungen umzuwandeln. Im ersten Obergeschoss des Palastes, also im Piano nobile, wurde 1927 ein „Piemonteser Salon“ in barockem Stil und mit Spiegeln an den Wänden verziert, eingebaut. 1974 kaufte das Kulturministerium der Region Friaul-Julisch Venetien (MiBACT) das ganze Gebäude. Heute sind dort einige Büros dieses Ministeriums untergebracht und in jüngster Vergangenheit in einem Teil des Gebäudes auch die Nationalgalerie antiker Kunst in Triest.

## Beschreibung
Die Residenz der Economos zeigt die typischen Kennzeichen einer Kaufmannsresidenz in Triest: Sie liegt am Meeresufer, hat Lagerräume im Erdgeschoss, Büros im ersten Obergeschoss und Wohnräume im Piano nobile. In den 1970er-Jahren kaufte sie die Republik Italien in offensichtlich verfallenem Zustand, machte sie zum Sitz des Kulturministeriums, ließ ihre Funktionalität wiederherstellen und sie restaurieren, sowie mit den notwendigen Diensten und Einrichtungen ausstatten. Der Palast liegt an der Piazza Libertà und grenzt auf keiner Seite an andere Gebäude. Durch seine Lage ist er sehr geschätzt.
Der Palast erstreckt sich über drei Stockwerke; die dreigeteilte Hauptfassade, die mit rauem und glattem Bossenwerk dekoriert ist, zeigt an den Ecken zwei Risalite an den Ecken, die als Türme ausgebildet sind, mit Balkonen, die mit ionischen Säulen versehen sind, sowie einem Balkon in der Mitte über dem Eingangsportal. An dem eleganten Atrium im Erdgeschoss, das von ionischen Säulen getragen wird, beginnt die Ehrentreppe mit korinthischen Säulen, die ins erste Obergeschoss führt. Im Atrium bilden große, allegorische Gemälde, die aus dem Bahnhofscafé stammen, den Zyklus des Fortschritts, mit Malereien von Künstlern vom Ende des 19. Jahrhunderts aus Triest, die den Handel, die Industrie und die Seefahrt zeigen. Der „Piemonteser Salon“ rühmt sich der wertvollen Spiegel und der reichen Boiserie aus geschnitztem und vergoldetem Holz und der Supraporten mit mythologischen Szenen der Maler Corrado Giaquinto, Sebastiano Conca und Maria Giovanna Clementi.